# Université de Ferrare

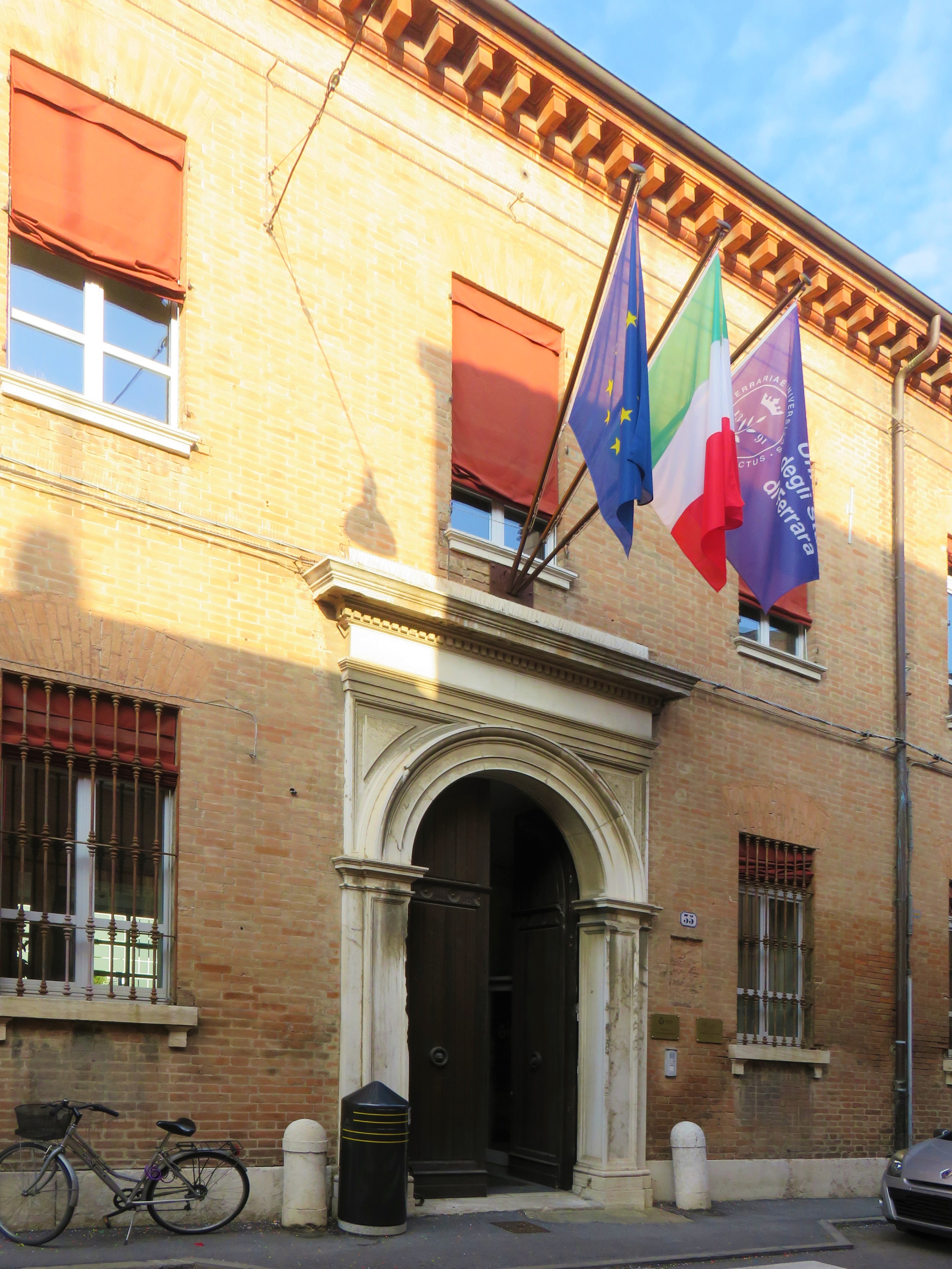
Université de Ferrare.

L'université de Ferrare (en italien : Università degli studi di Ferrara) est une université publique italienne fondée en 1391, basée à Ferrare.

## Historique
Lors de sa fondation en 1391, l'université de Ferrare se composait de trois facultés : celles des arts libéraux, de théologie et de droit.

## Personnalités liées à l'université

### Professeurs
- Guarino Veronese (v. 1370-1460), professeur de philosophie.
- Théodore de Gaza (en latin : Theodorus Gazæ), (v. 1400 † 1478), professeur de grec.
- Giovanni Bianchini, (en latin : Johannes Blanchinus) (1410–v. 1449),  professeur d'astronomie.
- Nicolas Léonicène, (en latin : Nicolaus Leonicenus ou Leoninus) (1428-1524), professeur de mathématiques, puis de philosophie et enfin de médecine.
- Giovanni Battista Giraldi (1504-1573), professeur de philosophie, de médecine, puis de littérature.
- Giambattista Canano (1515-1579), professeur de médecine.
- Francesco Patrizi (en latin : Franciscus Patricius) (1529-1597), professeur de philosophie.
- Silvio Antoniano (1540-1603), professeur de littérature.
- Ippolito Sivieri, professeur de philosophie et de mathématiques.
- Gabriele Tagliaventi (né en 1960), professeur d'architecture.

### Étudiants
- Jérôme Savonarole (Girolamo Savonarola) (1452-1498), prédicateur.
- Jean Pic de la Mirandole (Giovanni Pico della Mirandola) (1463-1494), humaniste
- William Latimer, helléniste anglais et conseiller d'Henri VIII
- Gabriele Falloppio (1523-1562), médecin et anatomiste.
- Giulio Canani (1524-1592), cardinal italien du XVIe siècle.
- Giannangelo Braschi (1717-1799), 250e pape de l'Église catholique romaine sous le nom de Pie VI de 1775 à sa mort.
- Adamo Boari (1863 - 1928)  architecte et ingénieur
- Alde Manuce (1449-1515) éditeur vénitien